# Semiothisa ferina
Semiothisa ferina är en fjärilsart som beskrevs av Paul Dognin 1924. Semiothisa ferina ingår i släktet Semiothisa och familjen mätare. Inga underarter finns listade i Catalogue of Life.